# Hedviga Bystrická
Hedviga Bystrická (2. února 1924 Močarany, dnes součást Michalovec – 8. ledna 2018, Bratislava) byla slovenská mikropaleontoložka a vysokoškolská pedagožka.

## Život
V roku 1948 absolvovala vysokoškolské studium na Přírodovědecké fakultě Univerzity Komenského v Bratislavě, obor pedagogika přírodopis-zeměpis. Následně působila jako asistentka, odborná asistentka a technička na Katedře geologie a paleontologie Přírodovědecké fakulty UK v Bratislavě. V roce 1951 získala titul RNDr. Věnovala se mikropaleontologii a biostratigrafii, zejména na základě zkoumání foraminifer a později i nanoplanktonu. V rámci biostratigrafického výzkumu vápnitého nanoplanktonu patřila mezi průkopníky. V roce 1966 obhájila kandidátskou práci a získala titul kandidáta geologických věd (CSc.). Následující rok po úspěšném habilitačním řízení byla jmenována docentem. Vedla přednášky a cvičení z mikropaleontologie a v tomto oboru vedla i mnoho diplomantů a aspirantů. V roce 1989 odešla do penze. Byla manželkou geologa Jána Bystrického.

## Publikace
Vědecké výsledky publikovala v přibližně 40 publikacích.

## Ocenění
Byla vyznamenána Zlatou medailí Přírodovědecké fakulty Univerzity Komenského.